# Fruerlundholz
Fruerlundholz (selten auch: Fruerlundwald; dänisch: Fruerlundskov) ist ein Stadtgebiet im Flensburger Stadtteil Fruerlund. Die alten Gebäude von Fruerlundholz gehören zu den Kulturdenkmalen des Stadtteils Fruerlund.

## Lage
Fruerlundholz liegt östlich vom Stadtbezirk Blasberg sowie südlich von Klosterholz und St. Ansgar. Vom Flensburger Hafen ist es über die Ziegeleistraße in Verbindung mit der Mürwiker Straße erreichbar. Fruerlundholz besteht heute aus den Straßenbereichen Fruerlundholz (Lage) sowie dem dort umliegenden Straßenbereichen. Fruerlundholz ist dem Stadtbezirk Fruerlundhof zugeordnet.

## Geschichte
Die Namensbedeutung von Fruerlundholz lautet „Wald“ beziehungsweise „Gehölz von Fruerlund“. Fruerlundholz fand erstmals 1720 als „Fruerlunder Holz“ Erwähnung. Weitere Belege stammen von 1727, als „Fruerlundter Hölzung“, 1774 und 1798. Zunächst bestand Fruerlundholz als ein kleines Fischerdorf. In einem Abstand vom Dorf lag zudem die Fruerlunder beziehungsweise Fruerlundholzer Ziegelei. 1825 lebten in Fruerlundholz 13 Bewohner. Anfang des 20. Jahrhunderts bestand das Dorf Fruerlundholz offenbar aus ungefähr zehn armseligen Gebäudekomplexen, hauptsächlich Katen. In dieser Zeit siedelte sich die Kaiserliche Marine in Mürwik an, über die nächsten Jahrzehnte wuchs schrittweise der Stützpunkt Flensburg-Mürwik und die umliegende Bebauung. Neben Alt-Fruerlundhof sollte sich im neuen Jahrhundert auch Fruerlundholz zu einer Keimzelle des wachsenden Stadtteils Fruerlund entwickeln. Zwischen 1902 und 1910 wurde offenbar die benachbarte nördliche Fruerlunder Straße mit mehrgeschossigen Wohnhäusern bebaut. (Dieser Straßenbereich der Fruerlunder Straße gilt heute jedoch offiziell als ein Teil des Stadtteils Mürwik.)
Nach dem Zweiten Weltkrieg stieg die Stadtbevölkerung Flensburgs durch den Zuzug von Flüchtlingen erheblich. In Fruerlund wurde in Folge sehr viel neuer Wohnraum geschaffen. Zum Ende der 1950er Jahre trieb die Stadt Flensburg zusammen mit dem Selbsthilfe-Bauverein die Erschließung des Gebietes Fruerlundholz voran. 1957 wurde die Dorfstraße von Fruerlundholz offiziell in „Fruerlundholz“ umbenannt. Vom alten Straßendorf Fruerlundholz blieben übrigens bis heute nur noch Reste erhalten, im Gegensatz zur benachbarten Fruerlunder Straße, wo die Altbebauung, vom Anfang des 20. Jahrhunderts, größtenteils erhalten blieb. Mehrere Straßen im Stadtgebiet erhielten seit Ende der 1950er Jahre Flussnamen als Straßennamen, beispielsweise: die Eiderstraße (benannt 1957), die Elbestraße (benannt 1976), der Schleibogen (benannt 1963), die Travestraße (benannt 1957), die Weserstraße (benannt 1978). Anfang der 1960er Jahre wurde bei der Erschließung des Gebietes zahlreiche Bäume auf den Freiflächen und den Straßenrandbereichen gepflanzt. Dabei wurde nicht darauf geachtet, wo sich die Abwasserleitungen befanden. In der Folgezeit fügten die Wurzeln, der direkt über den Leitungen liegenden Bäume, der Kanalisation großen Schaden zu. Die Planungsfehler führte 2017 zu umfangreichen Baumfällungen und einer anschließenden Sanierung des Leitungssystems im Stadtgebiet.

## Besondere Gebäude
(Ungefähr in der Reihenfolge der Entstehung genannt.)
- Fruerlundholz 4: Ein Wohnhaus das ungefähr aus dem zweiten Drittel des 19. Jahrhunderts stammt. An der östlichen Schmalseite wurde später ein Stallanbau hinzugefügt. Die Straße führte ursprünglich an der Nordseite des Hauses vorbei. Dort befindet sich der Hauseingang.[4]
- Fruerlundholz 13-15: Einfaches, langgestrecktes Doppelhaus, bestehend aus den Nummern 13 und 15, das im Kern wohl aus der zweiten Hälfte des 19. Jahrhunderts stammt. Nummer 15 wurde später verlängert.[4]
- Fruerlundholz 18: Dort ist heute die Evangelisch-methodistische Kirche ansässig (Vgl. Liste der Kirchen in Flensburg).[16]
- Fruerlunder Straße 66 bis 78: Die dortigen Häuser vom Anfang des 20. Jahrhunderts[17] gehören offiziell schon zum Stadtteil Mürwik.[18] Am Ende der Straße befindet sich heutzutage ein Penny-Markt.[19] An der Stelle des Supermarktparkplatzes (Lage) stand seit der Kaiserzeit das Gasthaus Sommerlust, das seinen Gästen zunächst einen unverbauten, herrlichen Blick auf die Flensburger Förde bot. In den 1980er Jahren wurde das Gebäude abgerissen.[13] Heutzutage befindet sich in der Fruerlunder Straße 70 das Restaurant Hinkelstein,[20] ein seit mehreren Jahrzehnten[21] existierendes, beliebtes Restaurant der Fördestadt.[22]
- Fichtestraße 2: Die Fichtestraße selbst erhielt ihren Namen offiziell im Jahr 1927.[23] Die Polizeistation Mürwik-Fruerlund[24] ist in einem kleinen Hochhaus am Rande von Mürwik bei Fruerlundholz untergebracht. (Seit wann ist allgemein nicht bekannt.) Vor dem Gebäude steht eine Pan-Skulptur von Fritz During aus dem Jahr 1971. Die Polizeibeamten sind nicht nur in den beiden Stadtteilen Mürwik und Fruerlund im Einsatz, sondern offenbar hin und wieder auch im angrenzenden ländlichen Raum Angelns.[25] Bis Ende 2015[26] war die Polizeistation Mürwik-Fruerlund auch die Dienststelle des Polizeikommissars Bernhard Stitz,[27][28] welcher Bekanntheit[29] als „Rächer der Reingelegten“ erlangte.[26][27] In den 1980er Jahren begann Stitz in seiner Freizeit damit, Kaffeefahrten hinsichtlich ihrer Seriosität und Legalität zu überprüfen, um gegebenenfalls den Veranstalter beim Ordnungsamt oder der Polizei anzuzeigen. Der Polizeikommissar a. D. stuft hundert Prozent der Kaffeefahrten als unseriös ein und fünfundneunzig Prozent als illegal.[30][31]
- Travestraße 1-7: Am Anfang der Travestraße befindet sich das Fruerlundholzer Zentrum. Am optisch klar erkennbaren Platzbereich, ohne offiziellen Namen, liegen einige kleine Ladenlokale[32] zur Nahversorgung[33] sowie ein Restaurant. (Über lange Zeit befand sich dort im Übrigen auch ein kleiner Lebensmittelmarkt.)[34] Des Weiteren befinden sich in diesem Zentralbereich ein kleiner Brunnen[35] sowie ein Bücherschrank (siehe dort).[36][37] Die Bushaltestelle trägt den Namen „Fruerlundholz“.[38] Im Jahr 2013 wurde der Bereich umfassend saniert.[35]
- Travestraße 28: Im Jahr 2017 wurde das alte Hochhaus Travestraße 28 abgerissen und anschließend durch einen Neubau ersetzt. Der Vorstandsvorsitzende des Selbsthilfe-Bauverein, Willi Sander, hatte nach dem Krieg in Dänemark die Fernwärme entdeckt. Neben dem Hochhaus ließ er eine Heizzentrale einrichten, von der die umliegenden Wohnungen des Selbsthilfe-Bauvereins versorgt wurden. Die Flensburger Stadtwerke nahm sich diese Pioniertat zum Vorbild und richtete ebenfalls ein Fernwärmenetz ein, das zum Vorbild für deutsche Städte wurde. Das Fruerlunder Fernwärmenetz wurde bald darauf im Übrigen Teil des Flensburger Fernwärmenetzes der Stadtwerke. Das Heizkraftwerk in der Travestraße wurde stillgelegt.[39] Das mittlerweile abgerissene alte Hochhaus bot zuletzt Flüchtlingen eine Wohnunterkunft; Vgl. Flüchtlingskrise in Deutschland ab 2015.[40][41][42]
- Elbestraße 10: Fördegymnasium Flensburg sowie Elbestraße 20: Fridtjof-Nansen-Schule

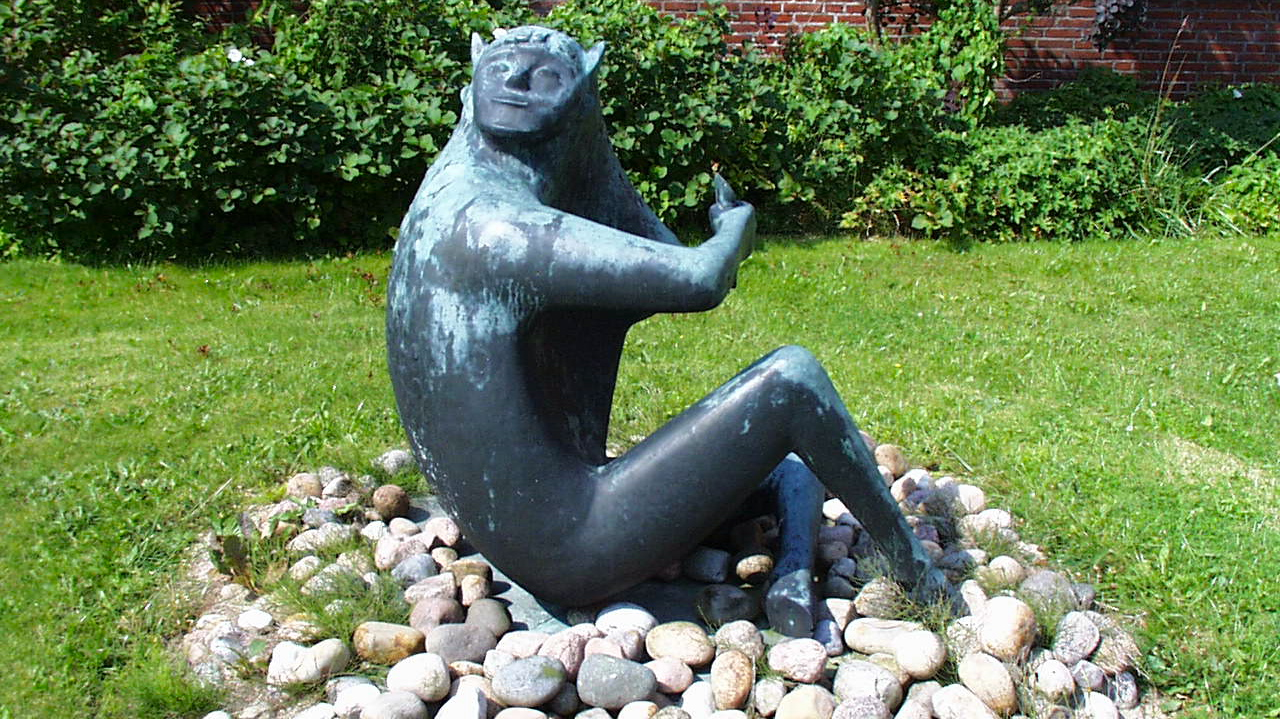
Pan-Skulptur von 1971 in der Fichtestraße 2
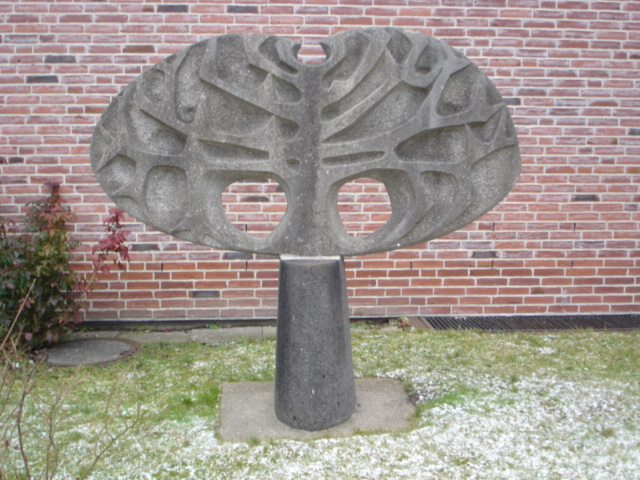
Baum-Blatt-Skulptur von Ulrich Beier bei der Fridtjof-Nansen-Schule
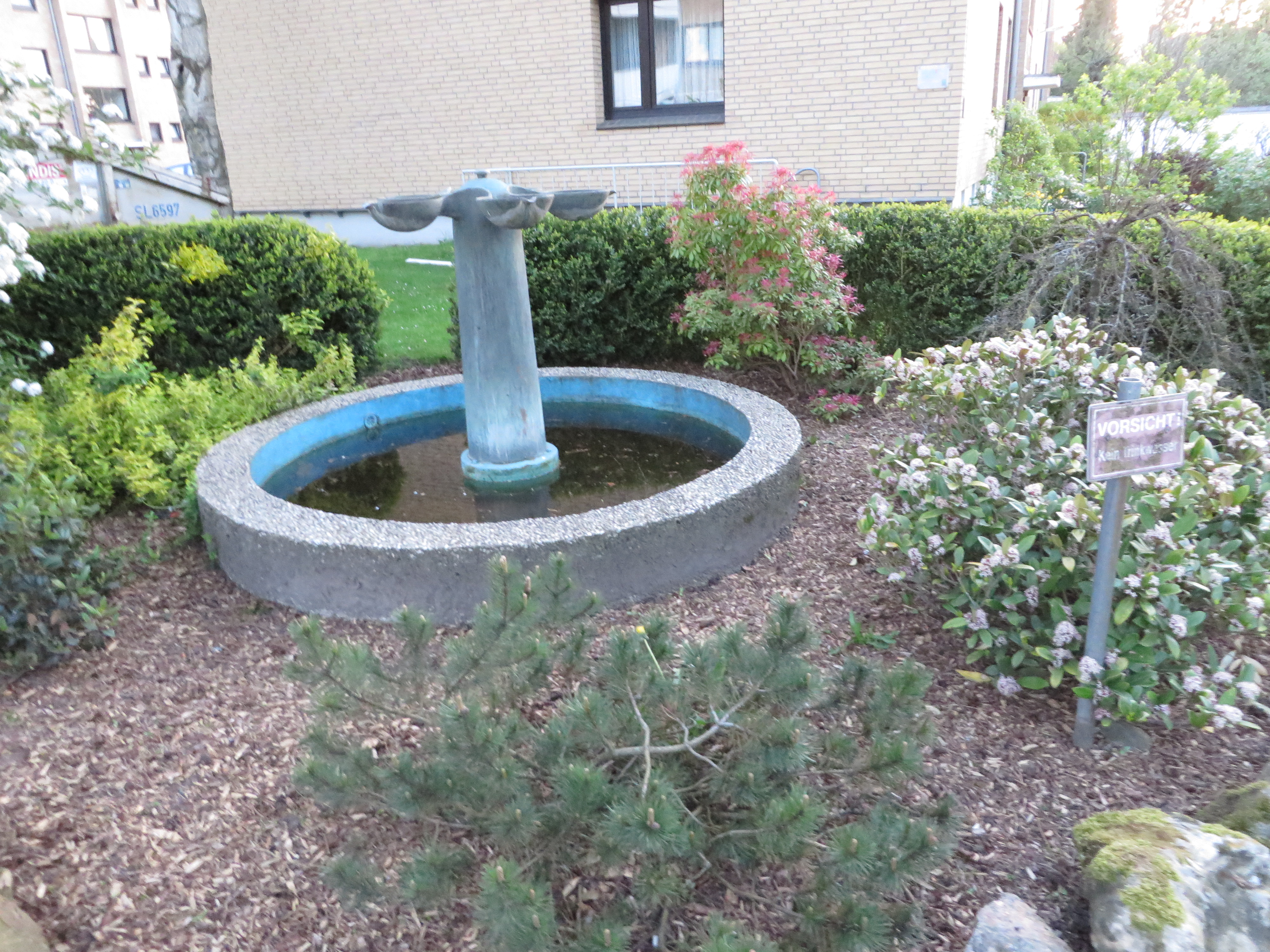
Brunnen vor dem Haus Eiderstraße 4 beim Fruerlundholzer Zentrum

## Verschiedenes
- Im Jahr 1912, flog der Zeppelin „Hansa“ über die Stadt Flensburg und machte Fotoaufnahmen. Fruerlundholz und Blasberg waren damals noch kleine Siedlungen.[43]
- Am 30. August 2019, vom Mittag bis Abend, feierte der Selbsthilfe-Bauverein (SBV) sein 70-jähriges Bestehen in der Travestraße.[44]